# Apuania Unicorns
Gli Apuania Unicorns sono una squadra di football americano con sede a Massa. La squadra maschile gioca i tornei EPS, mentre la femminile disputa il CIFAF, il massimo campionato nazionale.

## Dettaglio stagioni

### Campionato italiano

#### CIFAF
| Stagione | regular season | regular season | regular season | regular season | regular season | regular season | playoff | playoff | playoff | playoff | playoff | playoff   | playoff           |
|          | Vin            | Par            | Per            | Tot            | PF             | PS             | Vin     | Per     | Tot     | PF      | PS      | risultato | avversaria        |
| -------- | -------------- | -------------- | -------------- | -------------- | -------------- | -------------- | ------- | ------- | ------- | ------- | ------- | --------- | ----------------- |
| 2019     | 2              | 1              | 1              | 4              | 88             | 56             | 1       | 1       | 2       | 42      | 50      | Rose Bowl | Underdogs Bologna |
| Totale   | 2              | 1              | 1              | 4              | 88             | 56             | 1       | 1       | 2       | 42      | 50      |           |                   |

Fonte: Enciclopedia del Football - A cura di Roberto Mezzetti

#### Winter League IAAFL
| Stagione | regular season | regular season | regular season | regular season | regular season | regular season | playoff | playoff | playoff | playoff | playoff | playoff                 | playoff                |
|          | Vin            | Par            | Per            | Tot            | PF             | PS             | Vin     | Per     | Tot     | PF      | PS      | risultato               | avversaria             |
| -------- | -------------- | -------------- | -------------- | -------------- | -------------- | -------------- | ------- | ------- | ------- | ------- | ------- | ----------------------- | ---------------------- |
| 2019     | 3              | 0              | 0              | 3              | 48             | 6              | 0       | 1       | 1       | 0       | 13      | Finale North Conference | Mastini Verona Academy |
| Totale   | 3              | 0              | 0              | 3              | 48             | 6              | 0       | 1       | 1       | 0       | 13      |                         |                        |

Fonte: Enciclopedia del Football - A cura di Roberto Mezzetti

### Coppa Italia

#### Femminile
| Stagione | regular season | regular season | regular season | regular season | regular season | regular season | playoff | playoff | playoff | playoff | playoff | playoff   | playoff    |
|          | Vin            | Par            | Per            | Tot            | PF             | PS             | Vin     | Per     | Tot     | PF      | PS      | risultato | avversaria |
| -------- | -------------- | -------------- | -------------- | -------------- | -------------- | -------------- | ------- | ------- | ------- | ------- | ------- | --------- | ---------- |
| 2021     | 1              | 0              | 2              | 3              | 20             | 54             | -       | -       | -       | -       | -       | -         | -          |
| Totale   | 1              | 0              | 2              | 3              | 20             | 54             | -       | -       | -       | -       | -       |           |            |

Fonte: Enciclopedia del Football - A cura di Roberto Mezzetti

### Riepilogo fasi finali disputate
| Anno             | Luogo   | Evento              | Fase del torneo         | Incontro                                  | Risultato |
| 14 dicembre 2019 | Bologna | Winter League IAAFL | Finale North Conference | Apuania Unicorns - Mastini Verona Academy | 0 - 13    |
| 4 gennaio 2020   | Milano  | CIFAF               | Rose Bowl               | Underdogs Bologna - Apuania Unicorns      | 32 - 14   |